# Monrovia (Indiana)
Monrovia ist eine Town im Monroe Township, Morgan County, Indiana. Im Zensus von 2020 betrug die Bevölkerung 1643 Menschen. Die ländliche Gemeinde liegt etwa 30 km von Indianapolis entfernt.
Frederick Wisemans Dokumentarfilm Monrovia, Indiana aus dem Jahr 2018 porträtierte das Leben im Ort.

## Geschichte
Monrovia wurde im Juli 1834 von Gideon Johnson und George Hubbard angelegt, der Name ist vom Monroe Township abgeleitet. Das Dorf wuchs eher langsam. In den späten 1860er-Jahren gründete sich die Gemeinde Town of Monrovia, wurde aber schnell wieder aufgelöst. Seit 1995 gibt es in Monrovia wieder eine Gemeindeverwaltung.

## Politik
Der Gemeinderat von Monrovia besteht aus fünf gewählten Mitgliedern, Gemeindevorsteher (council president) ist Philip Fowler (Stand 2022).

## Infrastruktur

### Bildung
Der Monroe-Gregg School District, der die Townships Monroe und Gregg abdeckt, betreibt in Monrovia drei Schulen:
- Monrovia Elementary School
- Monrovia Middle School
- Monrovia High School mit der Monrovia School of Integrated Technology

In Monrovia gibt es auch eine Zweigstelle der County-Bücherei.

### Verkehr
Monrovia liegt an der Kreuzung der Staatsstraßen 42 und 38. Nördlich von Monrovia gibt es eine Anschlussstelle der Interstate 70.

## Persönlichkeiten
- Gary Bettenhausen – Rennfahrer, lebte im Ort
- John Standeford – Wide Receiver in der NFL
- Branch McCracken – Basketballcoach an der Indiana University